# 2015-ös Formula–1 német nagydíj
A német nagydíj lett volna a 2015-ös Formula–1 világbajnokság tizedik futama, amelyet a tervek szerint 2015. július 17. és július 19. között rendeztek volna meg a németországi Nürburgringen. Habár azt is kilátásba helyezték, hogy a futam vagy ismét a Hockenheimringen lesz megtartva, vagy anyagi okok miatt akár el is maradhat. 2015. március 20-án bejelentették, hogy a német nagydíj törlésre került, mivel nem sikerült megegyezni a futam rendezőivel.